# Premis Butaca de 2015
Els Premis Butaca de 2015 varen ser la vint-i-unena edició dels oficialment anomenats Premis Butaca de teatre i cinema de Catalunya, uns guardons teatrals i cinematogràfics catalans, creats l'any 1995 per Glòria Cid i Toni Martín, conductors d'un programa a la ràdio de Premià de Mar, en reconeixement de les obres de teatre i pel·lícules estrenades a Catalunya. Els premis són atorgats per votació popular.
El lliurament dels premis d'aquesta edició es va celebrar el 23 de novembre de 2015 al Teatre Lliure.

## Palmarès i nominacions

### Premi Butaca al millor muntatge teatral
| Obra                                  | Productora                                           | Resultat  |
| ------------------------------------- | ---------------------------------------------------- | --------- |
| El Rei Lear                           | Teatre Lliure                                        | Guanyador |
| L'art de la comèdia                   | Teatre Nacional de Catalunya                         | Nominat   |
| El curiós incident del gos a mitjanit | Teatre Lliure                                        | Nominat   |
| Una giornata particolare              | La Perla 29                                          | Nominat   |
| La partida                            | Teatre Romea/Festival Grec'14                        | Nominat   |
| El President                          | Teatre Nacional de Catalunya/Temporada Alta/El Canal | Nominat   |

### Premi Butaca al millor musical
| Obra                         | Productora              | Resultat  |
| ---------------------------- | ----------------------- | --------- |
| Flor de Nit                  | Gataro - Almeria Teatre | Guanyador |
| A la burgesa                 | Think Big               | Nominat   |
| Mares i filles               | Bohèmia’s               | Nominat   |
| Per sobre de totes les coses | Teatre Gaudí            | Nominat   |

### Premi Butaca al millor espectacle de dansa
| Obra                     | Productora                 | Resultat  |
| ------------------------ | -------------------------- | --------- |
| Islàndia                 | Marcos Morau               | Guanyador |
| Caída libre              | Sharon Fridman             | Nominat   |
| Sin baile no hay paraíso | Pere Faura                 | Nominat   |
| Torobaka                 | Akram Khan i Israel Galván | Nominat   |

### Premi Butaca al millor espectacle de petit format
| Obra                    | Productora                    | Resultat  |
| ----------------------- | ----------------------------- | --------- |
| El llarg dinar de Nadal | La Ruta 40                    | Guanyador |
| L'alè de la vida        | Q-Ars Teatre/Velvet Events    | Nominat   |
| La gavina               | Teatre Akadèmia/Eix 49        | Nominat   |
| Tortugues               | Flyhard Produccions           | Nominat   |
| Vells temps             | Sala Beckett/Festival Grec’14 | Nominat   |

### Premi Butaca a la millor espectacle per a públic familiar
| Obra             | Productora                         | Resultat  |
| ---------------- | ---------------------------------- | --------- |
| El Petit Príncep | Àngel Llàcer/Manu Guix/La Perla 29 | Guanyador |
| Magic Tribute    | La Seca Espai Brossa               | Nominat   |
| Rhum             | Velvet Events/Festival Grec’14     | Nominat   |

### Premi Butaca a la millor direcció
| Director/a      | Obra                                  | Resultat  |
| --------------- | ------------------------------------- | --------- |
| Julio Manrique  | El curiós incident del gos a mitjanit | Guanyador |
| Oriol Broggi    | Una giornata particolare              | Nominat   |
| Lluís Homar     | L'art de la comèdia                   | Nominat   |
| Lluís Pasqual   | El Rei Lear                           | Nominat   |
| Carme Portaceli | El President                          | Nominada  |

### Premi Butaca a la millor actriu
| Actriu        | Obra                     | Resultat   |
| ------------- | ------------------------ | ---------- |
| Núria Espert  | El Rei Lear              | Guanyadora |
| Mercè Arànega | L'alè de la vida         | Nominada   |
| Sílvia Bel    | Vells temps              | Nominada   |
| Rosa Renom    | El President             | Nominada   |
| Clara Segura  | Una giornata particolare | Nominada   |

### Premi Butaca al millor actor
| Actor           | Obra                                  | Resultat  |
| --------------- | ------------------------------------- | --------- |
| Lluís Homar     | Terra Baixa                           | Guanyador |
| Joan Carreras   | L'art de la comèdia                   | Nominat   |
| Pablo Derqui    | Una giornata particolare              | Nominat   |
| Pol López       | El curiós incident del gos a mitjanit | Nominat   |
| Francesc Orella | El President                          | Nominat   |

### Premi Butaca a la millor actriu de musical
| Actriu           | Obra             | Resultat   |
| ---------------- | ---------------- | ---------- |
| Elena Gadel      | El Petit Príncep | Guanyadora |
| Nina Agustí      | Mares i filles   | Nominada   |
| Mariona Castillo | Mares i filles   | Nominada   |
| Laia Piró        | A la burgesa     | Nominada   |

### Premi Butaca al millor actor de musical
| Actor         | Obra             | Resultat  |
| ------------- | ---------------- | --------- |
| Guillem Martí | El Petit Príncep | Guanyador |
| Frank Capdet  | Flor de Nit      | Nominat   |
| Ivan Labanda  | Guapos & pobres  | Nominat   |
| Albert Mora   | A la burgesa     | Nominat   |

### Premi Butaca a la millor actriu de repartiment
| Actriu             | Obra                                  | Resultat   |
| ------------------ | ------------------------------------- | ---------- |
| Marta Marco        | El curiós incident del gos a mitjanit | Guanyadora |
| Núria Deulofeu     | Com us plagui                         | Nominada   |
| Teresa Lozano      | El Rei Lear                           | Nominada   |
| Mercedes Sampietro | Fedra                                 | Nominada   |

### Premi Butaca al millor actor de repartiment
| Actor            | Obra                                  | Resultat  |
| ---------------- | ------------------------------------- | --------- |
| Ramon Madaula    | El Rei Lear                           | Guanyador |
| Ivan Benet       | El curiós incident del gos a mitjanit | Nominat   |
| Andreu Benito    | La partida                            | Nominat   |
| Lluís Villanueva | L'art de la comèdia                   | Nominat   |

### Premi Butaca a la millor escenografia
| Finalistes                        | Obra                                  | Resultat  |
| --------------------------------- | ------------------------------------- | --------- |
| Lluc Castells                     | El curiós incident del gos a mitjanit | Guanyador |
| Oriol Broggi                      | Una giornata particolare              | Nominat   |
| Quim Roy                          | No feu bromes amb l'amor              | Nominat   |
| Lluís Pasqual i Alejandro Andújar | El Rei Lear                           | Nominats  |

### Premi Butaca a la millor il·luminació
| Finalistes                      | Obra                                  | Resultat   |
| ------------------------------- | ------------------------------------- | ---------- |
| Xavier Albertí i David Bofarull | Terra Baixa                           | Guanyadors |
| Raimon Rius                     | Victòria d'Enric V                    | Nominat    |
| Jaume Ventura                   | El curiós incident del gos a mitjanit | Nominat    |
| Agustí Viladomat                | Incerta glòria                        | Nominat    |

### Premi Butaca al millor vestuari
| Finalistes         | Obra                       | Resultat   |
| ------------------ | -------------------------- | ---------- |
| Míriam Compte      | El somni d'una nit d'estiu | Guanyadora |
| Alejandro Andújar  | El Rei Lear                | Nominat    |
| Nina Pawlowsky     | L'art de la comèdia        | Nominada   |
| Ricard Prat i Coll | La gavina                  | Nominat    |

### Premi Butaca a la millor caracterització
| Finalistes    | Obra                       | Resultat   |
| ------------- | -------------------------- | ---------- |
| Eva Fernández | El Rei Lear                | Guanyadora |
| Núria Llunell | La gavina                  | Nominada   |
| Núria Llunell | El somni d'una nit d'estiu | Nominada   |
| Toni Santos   | L'art de la comèdia        | Nominat    |

### Premi Butaca al millor text teatral
| Obra           | Autor/a                 | Resultat  |
| -------------- | ----------------------- | --------- |
| Tortugues      | Clàudia Cedó            | Guanyador |
| Cleòpatra      | Iván Morales            | Nominat   |
| Idiota         | Jordi Casanovas         | Nominat   |
| Mammón         | Nao Albet/Marcel Borràs | Nominat   |
| L'onzena plaga | Victoria Szpunberg      | Nominat   |

### Premi Butaca a la millor composició teatral
| Finalistes                          | Obra               | Resultat   |
| ----------------------------------- | ------------------ | ---------- |
| Sílvia Pérez Cruz                   | Terra Baixa        | Guanyadora |
| Xavier Torras                       | Guapos & pobres    | Nominat    |
| Ferran González i Joan Miquel Pérez | Merda d'artista    | Nominats   |
| Arnau Vallbé                        | Victòria d'Enric V | Nominat    |

### Premi Butaca al millor espai sonor
| Finalistes                          | Obra                                  | Resultat   |
| ----------------------------------- | ------------------------------------- | ---------- |
| Damien Bazin i Lucas Ariel Vallejos | Terra Baixa                           | Guanyadors |
| Damien Bazin                        | El curiós incident del gos a mitjanit | Nominat    |
| Jaume Manresa                       | Desde Berlín. Tributo a Lou Reed      | Nominat    |
| Nao Albet                           | Incerta glòria                        | Nominat    |

### Butaca Honorífica-Anna Lizaran
- Glòria Rognoni